# Сааведра, Себастьян
Себастьян Сааведра (исп. Sebastián Saavedra; родился 2 июня 1990 года в Боготе, Колумбия) — колумбийский автогонщик.

## Спортивная карьера
Себастьян начал свою автогоночную карьеру в начале 2000-х годов, некоторое время соревнуясь в различный латиноамериканских картинговых соревнованиях. Не добившись больших успехов на этом уровне, Сааведра тем не менее достаточно убедил окружающих в своём гоночном мастерстве, что в 2006-м году он нашёл финансирование на переход в гонки формульного типа, попробовав участвовать в сериях на технике формулы-БМВ. За два года в подобных гонках он 34 раза выходит на старт различных соревнованиях в США, Европе и Азии, по итогам которых четырежды поднялся на высшую ступеньку пьедестала почёта.
В 2008-м году колумбиец провёл свой единственный сезон в Формуле-3, участвуя в первенствах Германии и Австрии. Здесь Себастьян постепенно смог достичь уровня лидеров пелотона по скорости, выиграл несколько гонок и стал вице-чемпионом немецкого первенства. В межсезонье менеджмент пробовал перевести Сааведру в более престижный европейский чемпионат, но ни с кем так и не договорился. В итоге имевшегося финансирования хватило на переезд в Северную Америку, где был подписан контракт с одной из команд местного первенства IRL Indy Lights. Команда AFS Racing предоставила колумбийцу весьма квалифицированную инженерную бригаду, позволившую Себастьяну быстро привыкнуть не только к местной технике, но и к особенностям гонкам по трассам овального типа. В итоге Сааведра завоевал титул лучшего новичка в серии, регулярно финишировал в Top5, выиграл две гонки (в том числе на овале в Канзас-Сити) и занял третьей место в абсолютном зачёте. Далее колумбиец ещё несколько лет выступал в этой серии, но титул так и не завоевал. Параллельно Себастьян пробует найти себе место в главном североамериканском первенстве: IRL IndyCar. Гонщик активно общается с представителями команд серии и время от времени находит себе место боевого пилота: сначала совместно с коллективом Брайана Херты, затем сотрудничая с Эриком Башеларом. В 2012-м году AFS в сотрудничестве с Andretti Autosport провёл сезон в серии на очень ограниченном расписании и в качестве пилота был выбран также Сааведра.
В 2013-м году Себастьян некоторое время оставался без места, но в последний момент ему удалось договориться с Джеем Пенске, заменив в его Dragon Racing Кэтрин Легг. Вся карьтера колумбийца в этот период сводилась к поиску финансирования на обычное участие в серии — ни одна из команд, соглашавшаяся сажать его за руль, подготавливаемой её усилиями техники, не претендовала на что-то большее, чем на борьбу за места во второй десятке пелотона.

## Статистика результатов в моторных видах спорта

### Сводная таблица
| 2006 | Формула-БМВ ADAC                      | Eifelland Racing                      | 2   | 0   | 0   | 0   | 0   | НК   |
| 2006 | Формула-БМВ США                       | Gelles Racing                         | 14  | 0   | 1   | 0   | 41  | 11-й |
| 2006 | Мировой финал Формулы-БМВ             | Gelles Racing                         | 1   | 0   | 0   | 0   |     | 32-й |
| 2007 | Азиатская Формула-БМВ                 | Ao’s Racing Team                      | 6   | 0   | 1   | 3   | 0   | НК   |
| 2007 | Формула-БМВ США                       | EuroInternational                     | 8   | 0   | 2   | 1   | 258 | 12-й |
| 2007 | Формула-БМВ ADAC                      | Eifelland Racing                      | 2   | 0   | 0   | 0   | 37  | 27-й |
| 2007 | Мировой финал Формулы-БМВ             | Eifelland Racing                      | 1   | 0   | 0   | 0   |     | 4-й  |
| 2008 | Австрийская Формула-3                 | н/д                                   | н/д | н/д | н/д | н/д | 20  | 9-й  |
| 2008 | Немецкая Формула-3                    | HS Technik Motorsport                 | 18  | 4   | 2   | 3   | 99  | 2-й  |
| 2009 | IRL Indy Lights                       | AFS Racing / Andretti Green Racing    | 15  | 2   | 5   | 2   | 446 | 3-й  |
| 2009 | 6 часов Боготы (класс Fuerza Libre 3) | Croacia Racing Team                   | 1   | 0   | 0   | 1   |     | 1-й  |
| 2010 | IRL Indy Lights                       | Bryan Herta Autosport                 | 15  | 2   | 5   | 2   | 446 | 3-й  |
| 2010 | IRL IndyCar                           | Bryan Herta Autosport Conquest Racing | 2   | 0   | 0   | 0   | 29  | 33-й |
| 2011 | IRL IndyCar                           | Conquest Racing                       | 14  | 0   | 0   | 0   | 178 | 25-й |
| 2012 | IRL Indy Lights                       | AFS Racing / Andretti Autosport       | 12  | 3   | 2   | 1   | 383 | 4-й  |
| 2012 | IRL IndyCar                           | AFS Racing / Andretti Autosport       | 3   | 0   | 0   | 0   | 41  | 27-й |
| 2012 | Rolex Sports Car Series               | Michael Baughman Racing               | 1   | 0   | 0   | 0   | 0   | НК   |
| 2013 | IRL IndyCar                           | Dragon Racing                         | 19  | 0   | 0   | 0   | 236 | 21-й |
| 2014 | IRL IndyCar                           | KV Racing Technology                  | 18  | 1   | 0   | 0   | 291 | 21-й |
| 2015 | IRL IndyCar                           | Chip Ganassi Racing                   | 5   | 0   | 0   | 0   | 95  | 25-й |
| 2016 | Global Rallycross                     | AD Racing                             | 1   | 0   | 0   | 0   | 3   | 20-й |

### Гонки формульного типа

#### Indy Lights
| 2009 | AGR-AFS      | ST1 26 | ST2 2 | LBH 8 | KAN 1 | IND 5 | MIL 3 | IOW 15 | WGL 18 | TOR 1 | EDM 3  | KTY 2  | MDO 18 | SNM 7 | CHI 6 | HMS 3 | 446 | 3-й |
| 2010 | Herta        | STP 12 | ALA 3 | LBH 4 | IND 9 | IOW 1 | WGL 3 | TOR 14 | EDM 6  | MDO 5 | SNM 15 | CHI 11 | -      | -     |       |       | 303 | 8-й |
| 2012 | AFS-Andretti | STP 3  | ALA 1 | LBH 2 | IND 5 | DET 6 | MIL 2 | IOW 13 | TOR 2  | EDM 2 | TRO 9  | BAL 10 | FON 14 |       |       |       | 383 | 4-й |

Жирным выделен старт с поул-позиции. Курсивом — быстрейший круг в гонке.